# Chiesa di Sant'Anna dei Greci

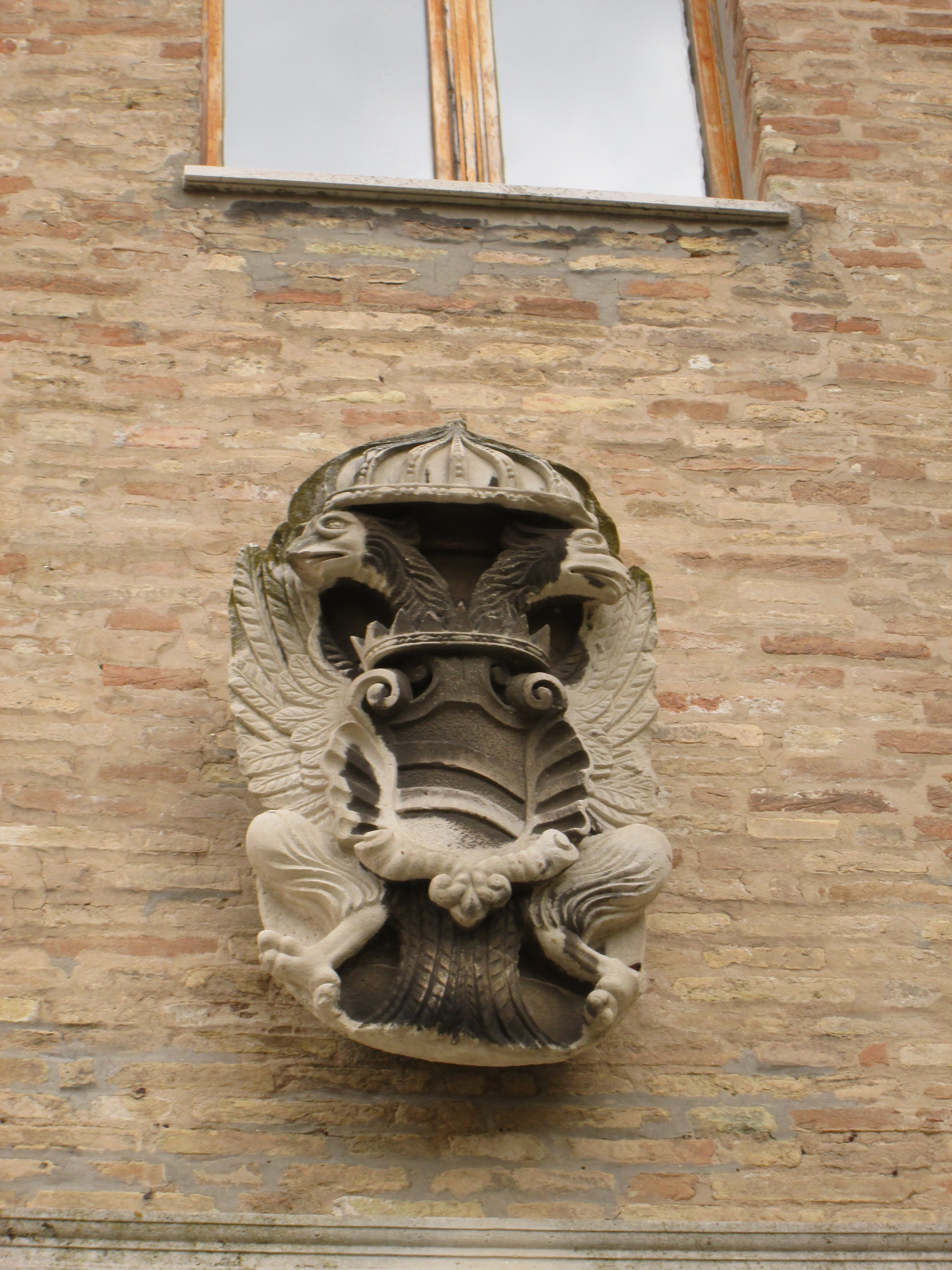
Stemma monumentale dei Ferretti (Scudo d'argento alle due bande di rosso), adottato dopo l'imparentamento con i Landriani (Aquila Bicipite) Secolo XVI.

La chiesa di Sant'Anna, in origine intitolata a Santa Maria in Porta Cipriana, è una chiesa ortodossa di Ancona scomparsa nell'aprile 1944 a causa di un bombardamento aereo durante la seconda guerra mondiale. Fu edificata nel XIII secolo, sulle fondazioni delle antiche mura greche di Ancona, poco prima dell'ampliamento delle nuove mura della città nel 1221.

## Storia
Una prima associazione della chiesa alla comunità greca di Ancona risale al 1380, quando il Legato papale per l'Oriente Paolo Tagaris Paleologo fece dono alla città di alcune preziose reliquie, incluso il piede destro di Sant'Anna. Le reliquie furono depositate nella chiesa di Santa Maria in Porta Cipriana, ufficialmente concessa dal vescovo al Tagaris. Nel 1392, una chiesa non meglio specificata venne concessa al sacerdote greco Damyanos, probabilmente la stessa Sant'Anna.
La chiesa venne ufficialmente concessa alla comunità greca nel 1524, con bolla di papa Clemente VII. La bolla garantiva l'esenzione della chiesa dalla giurisdizione del vescovo di Ancona, e permetteva alla comunità dei fedeli di celebrare secondo il rito greco ortodosso. Nel 1531 venne fondata la confraternita di Sant'Anna, come forma istituzionalizzata della comunità greca e a quell'epoca probabilmente risale la creazione della iconostasi, con la successiva committenza nel 1551 di tre quadri al pittore veneziano Lorenzo Lotto presente allora in città.
La chiesa di Sant'Anna era al centro di una viva ed influente comunità greca, composta in massima parte da mercanti e artigiani. 

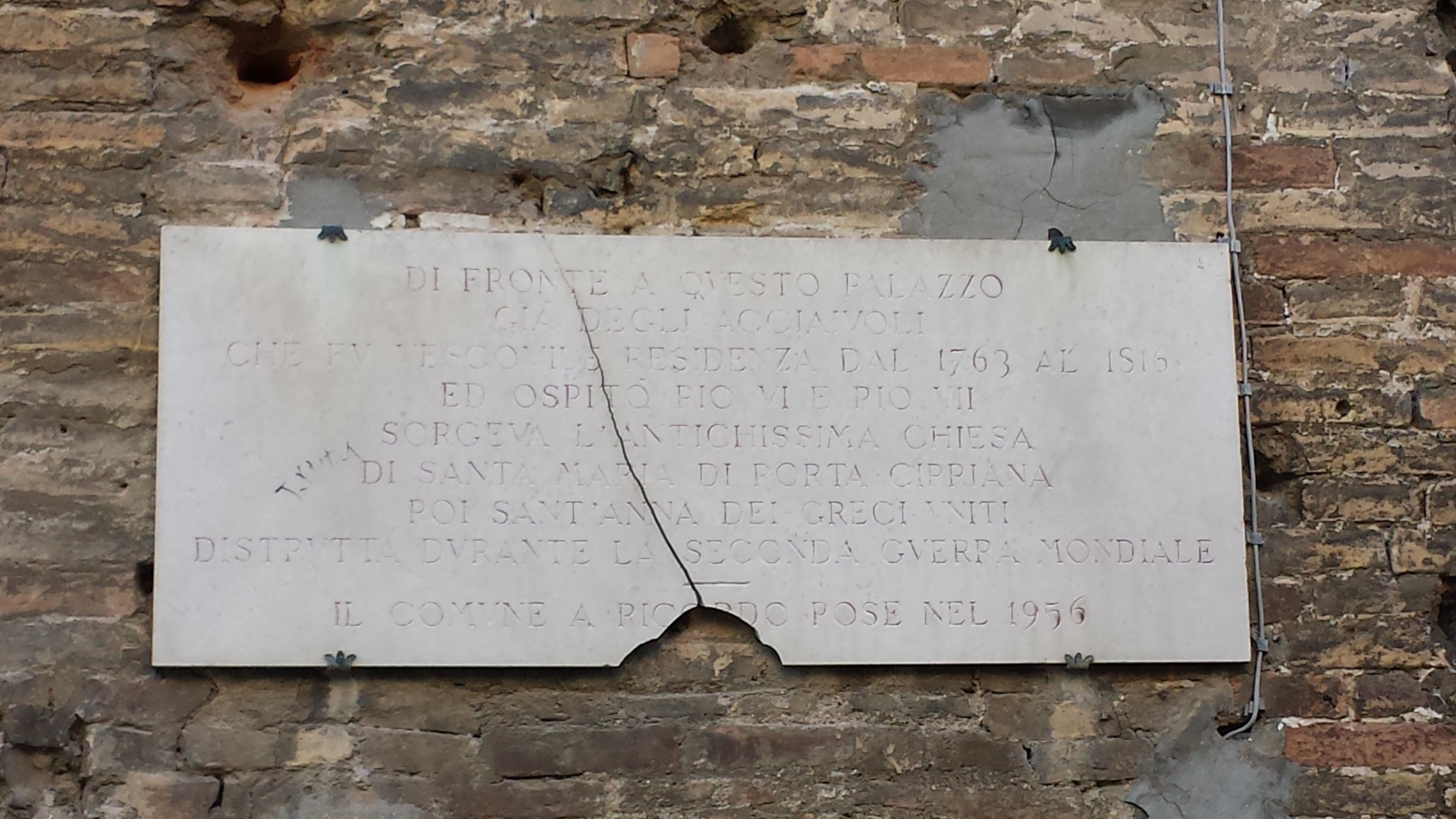
La targa commemorativa per la chiesa di Sant'Anna

Il periodo successivo al Concilio di Trento segnò una svolta per Sant'Anna. La chiesa era infatti un'istituzione ortodossa, e per di più al di fuori della giurisdizione vescovile, e il culto greco-ortodosso ivi celebrato non era permissibile agli occhi dei riformatori postridentini. La disputa ebbe fine dopo il 1595, quando la chiesa rientrò pienamente sotto la giurisdizione dell'ordinario anconitano. 
Nel XVII secolo, a fronte di un'inesorabile decadenza della comunità greca di Ancona, l'ordinario prescrisse alla confraternita - e quindi anche alla chiesa - di accettare anche membri di rito latino. La chiesa rimase così di rito misto, greco uniate e latino, fino al 1797, quando i francesi la concessero alla nuova comunità greca formatasi in seguito alla creazione del porto franco il 14 febbraio 1732. 
La chiesa fu distrutta da un bombardamento aereo durante la seconda guerra mondiale, nell'aprile 1944.
Le dimensioni e l'aspetto della chiesa sono testimoniate da una fotografia in bianco e nero scattata pochi anni prima della sua distruzione. Dopo il bombardamento si erano salvati l'abside e il campanile, che, malgrado l'opposizione della commissione diocesana d'arte sacra, furono demoliti il 5 maggio 1948, dopo un'accurata rilevazione dell'abside.

## Descrizione

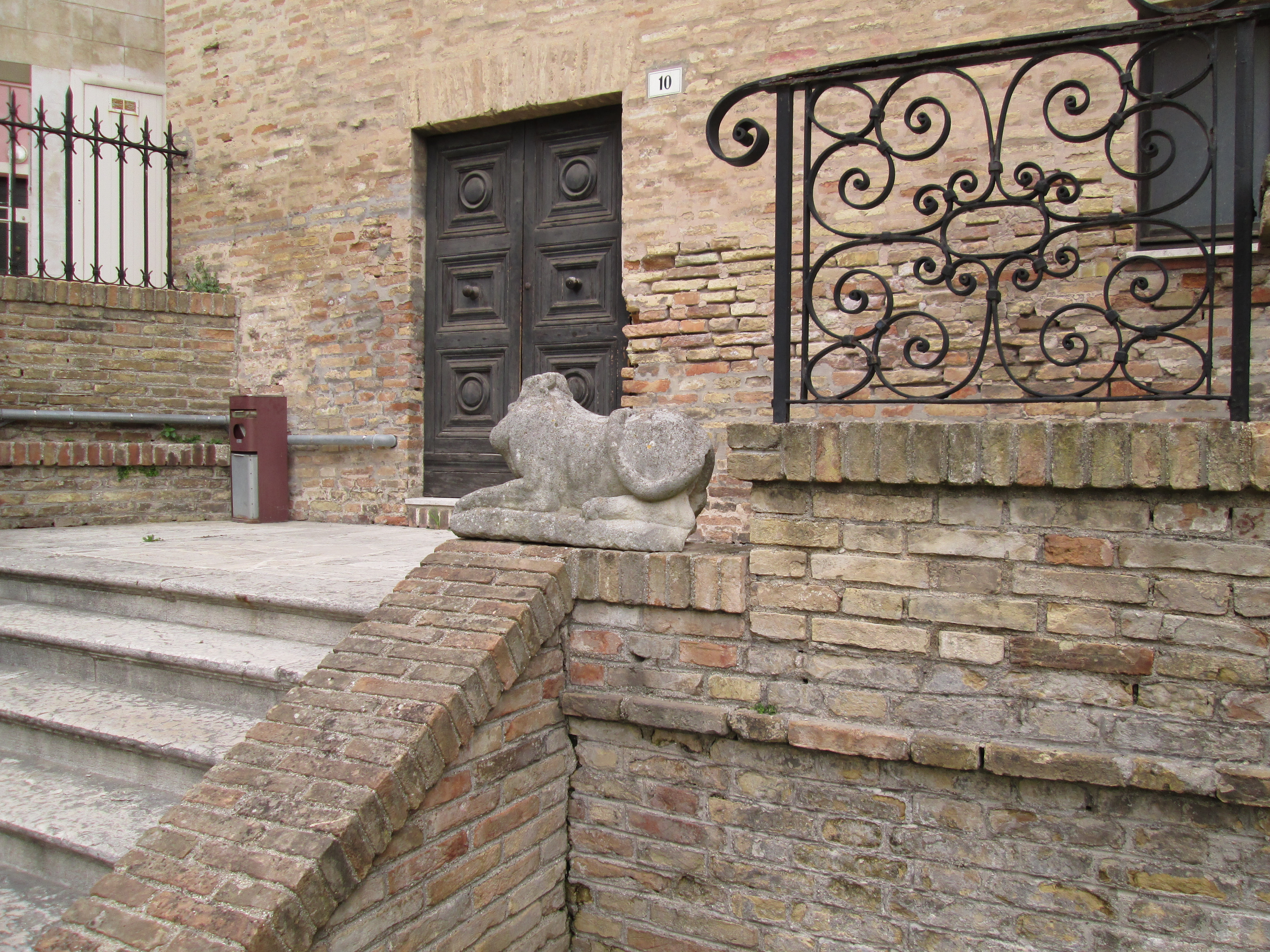
Scultura leonina acefala, probabile Sfinge.

L'interno (18,7 m x 15 m), era suddiviso in tre navate da piccole arcate, di cui la laterale destra risultava più ampia di 25 cm. rispetto alla sua simmetrica. All'epoca della sua costruzione, e ancor prima dell'erezione dell'iconostasi nel 1531, due pilastri delimitavano la navata dal presbiterio, sopraelevato di 50 cm. 
L'abside subì alcune modifiche per adattare l'altare alla liturgia orientale, mentre non subirono mutamenti gli spazi di forma poligonale occupati dalla prothesis e dal diakonikon.
La chiesa ospitava una iconostasi settecentesca attribuita a Francesco Maria Ciaraffoni, con tre tavole in stile iconico bizantino dipinte da Lorenzo Lotto nel 1551, ossia la Visitazione di Santa Elisabetta, Santa Veronica e L'Angelo che regge la testa di San Giovanni Battista, opere scomparse (ma non distrutte) a seguito del bombardamento aereo della chiesa.

## I resti dopo la distruzione durante la seconda guerra mondiale
Le campane originarie del XIV secolo, rimosse dai vigili del fuoco dopo il bombardamento, furono ricoverate nel Museo Diocesano insieme ad altre testimonianze ecclesiastiche di siti anconetani distrutti o scomparsi nelle modificazioni urbanistiche.
Dell'originario arredo della chiesa rimangono sette icone tardo-bizantine, oggi custodite dal museo diocesano di Ancona. Di queste, tre sono esposte al pubblico, e precisamente un San Nicola (posto originariamente sull'altare di destra della chiesa), una Madonna col Bambino e Sant'Anna (posta originariamente sull'altare di sinistra della chiesa), e una Madonna col Bambino (posta originariamente sull'altare maggiore della chiesa), tutte tempere su tavola di scuola italo-cretese databili al XVI secolo.
Le riproduzioni fotografiche di dette icone in scala 1:1 (in quanto il loro cattivo stato di conservazione ha sconsigliato il trasporto degli originali al di fuori dal Museo) sono state esposte nel corso della mostra "Santi sull'Adriatico. La circolazione iconica nel Basso Adriatico" svoltasi al Castello Svevo di Bari dal 19 giugno al 25 ottobre 2009. Le altre icone conservate al Museo diocesano sono di forma ovale e rappresentano la Resurrezione di Lazzaro, l'Ascensione, la Trasfigurazione e la Dormitio Virginis.
Sono invece andate disperse altre tavole rettangolari rappresentanti: Cristo pantocrator, San Giovanni Battista e una Madonna col Bambino.
Non si ha invece nessuna notizia dei tre quadri di Lorenzo Lotto inseriti nel primo registro dell'iconostasi, seppure verificati come non danneggiati dal bombardamento, né si conosce come siano andati smarriti. 
L'antica presenza dell'edificio nella zona è testimoniata da una lapide affissa nel 1956 sul dirimpettaio Palazzo Acciajoli, e da alcune sculture superstiti.